# ATP-toernooi van Praag
Het ATP-toernooi van Praag (ook bekend als het Škoda Czech Open) was een tennistoernooi dat van 1987 t/m 1999 plaatsvond op de gravelbanen van de I. Česky Lawn Tennis Klub Praha op het eiland Štvanice in de stad Praag.

## Finales

### Enkelspel
| Jaar | Winnaar            | Verliezend finalist    | Uitslag          |
| ---- | ------------------ | ---------------------- | ---------------- |
| 1999 | Dominik Hrbatý     | Ctislav Doseděl        | 6-2, 6-2         |
| 1998 | Fernando Meligeni  | Ctislav Doseděl        | 6-1, 6-4         |
| 1997 | Cédric Pioline     | Bohdan Ulihrach        | 6-2, 5-7, 7-6(4) |
| 1996 | Jevgeni Kafelnikov | Bohdan Ulihrach        | 7-5, 1-6, 6-3    |
| 1995 | Bohdan Ulihrach    | Javier Sánchez         | 6-2, 6-2         |
| 1994 | Sergi Bruguera     | Andrej Medvedev        | 6-3, 6-4         |
| 1993 | Sergi Bruguera     | Andrej Tsjesnokov      | 7-5, 6-4         |
| 1992 | Karel Nováček      | Franco Davín           | 6-1, 6-1         |
| 1991 | Karel Nováček      | Magnus Gustafsson      | 7-6(5), 6-2      |
| 1990 | Jordi Arrese       | Nicklas Kulti          | 7-6(3), 7-6(6)   |
| 1989 | Marcelo Filippini  | Horst Skoff            | 7-5, 7-6(4)      |
| 1988 | Thomas Muster      | Guillermo Pérez Roldán | 6-4, 5-7, 6-2    |
| 1987 | Marián Vajda       | Tomáš Šmíd             | 3-6, 6-3, 6-3    |

### Dubbelspel
| Jaar | Winnaars                          | Verliezend finalisten              | Uitslag       |
| ---- | --------------------------------- | ---------------------------------- | ------------- |
| 1999 | Martin Damm Radek Štěpánek        | Mark Keil Nicolás Lapentti         | 6-0, 6-2      |
| 1998 | Wayne Arthurs Andrew Kratzmann    | Fredrik Bergh Nicklas Kulti        | 6-1, 6-1      |
| 1997 | Mahesh Bhupathi Leander Paes      | Petr Luxa David Škoch              | 6-1, 6-1      |
| 1996 | Jevgeni Kafelnikov Daniel Vacek   | Luis Lobo Javier Sánchez           | 6-3, 6-7, 6-3 |
| 1995 | Libor Pimek Byron Talbot          | Jiří Novák David Rikl              | 7-5, 1-6, 7-6 |
| 1994 | Karel Nováček Mats Wilander       | Tomáš Krupa Pavel Vízner           | Walk-over     |
| 1993 | Hendrik Jan Davids Libor Pimek    | Jorge Lozano Jaime Oncins          | 6-3, 7-6      |
| 1992 | Karel Nováček Branislav Stanković | Jonas Björkman Jon Ireland         | 7-5, 6-1      |
| 1991 | Vojtěch Flégl Cyril Suk           | Libor Pimek Daniel Vacek           | 6-4, 6-2      |
| 1990 | Vojtěch Flégl Daniel Vacek        | George Cosac Florin Segărceanu     | 5-7, 6-4, 6-3 |
| 1989 | Jordi Arrese Horst Skoff          | Petr Korda Tomáš Šmíd              | 6-4, 6-4      |
| 1988 | Petr Korda Jaroslav Navrátil      | Thomas Muster Horst Skoff          | 7-5, 7-6      |
| 1987 | Miloslav Mečíř Tomáš Šmíd         | Stanislav Birner Jaroslav Navrátil | 6-3, 6-7, 6-3 |

1987 · 1988 · 1989 · 1990 · 1991 · 1992 · 1993 · 1994 · 1995 · 1996 · 1997 · 1998 · 1999
ITF-toernooien (mannen en vrouwen)

ATP-toernooien (mannen) – ATP-seizoen 2025

WTA-toernooien (vrouwen) – WTA-seizoen 2025

Voormalige toernooien mannen
Voormalige toernooien vrouwen
Voormalige amateurtoernooien